# Walentin Awierjanow
Walentin Grigorjewicz Awierjanow (ros. Валентин Григорьевич Аверьянов, ur. 26 października 1922 w Moskwie, zm. 23 czerwca 2007 tamże) – radziecki lotnik wojskowy, pułkownik, Bohater Związku Radzieckiego (1945).

## Życiorys
Do 1939 skończył 7 klas szkoły, 1939-1940 pracował jako ślusarz w moskiewskiej fabryce, w 1940 ukończył aeroklub. Od sierpnia 1940 służył w Armii Czerwonej, w 1942 ukończył czernihowską wojskową lotniczą szkołę pilotów ewakuowaną do miasta Kyzył-Arwat (obecnie Serdar) i został lotnikiem 537 pułku lotnictwa szturmowego na Dalekim Wschodzie, a 1943-1944 lotnikiem 34 zapasowego pułku lotniczego w Moskiewskim Okręgu Wojskowym. Od marca 1944 do maja 1945 uczestniczył w wojnie z Niemcami jako starszy lotnik, dowódca klucza i zastępca dowódcy eskadry 15 pułku lotnictwa szturmowego gwardii, walczył na Froncie Leningradzkim (od marca do października 1944) i 3 Froncie Białoruskim (od października 1944 do maja 1945), biorąc udział w operacji wyborskiej, narwskiej, tallińskiej, moonsundzkiej, wschodniopruskiej, królewieckiej i zemlandzkiej. Wykonał 192 loty bojowe samolotem Ił-2, atakując siłę żywą i technikę wroga. Po wojnie do stycznia 1950 był zastępcą dowódcy eskadry pułku lotnictwa szturmowego w Tartu, w grudniu 1950 ukończył wyższe kursy oficerskie w Taganrogu i 1951-1952 dowodził eskadrą pułku lotnictwa szturmowego na Sachalinie, w 1956 ukończył Akademię Wojskowo-Powietrzną w Monino i został zastępcą dowódcy lotniczego pułku szkolnego w wojskowej szkole lotników w Batajsku. Następnie był pomocnikiem dowódcy lotniczego pułku szkolnego na kursach doskonalenia kadry oficerskiej w Taganrogu, od sierpnia 1959 do listopada 1960 dowodził 513 samodzielnym doświadczalnym lotniczym pułkiem myśliwskim w miejscowości Bagierowo na Krymie, brał udział w próbach broni atomowej. Później pracował w Naukowo-Badawczym Instytucie Wojskowych Sił Powietrznych w Achtubinsku jako kierownik lotów doświadczalnych (1960-1963) i zastępca dowódcy pułku (1963-1970) w stopniu pułkownika, w marcu 1970 został zwolniony do rezerwy, 1971-1972 był starszym inspektorem w Ministerstwie Lotnictwa Cywilnego ZSRR, następnie konstruktorem w biurze techniki lotniczej. Pochowany na Cmentarzu Trojekurowskim w Moskwie. 

## Odznaczenia
- Złota Gwiazda Bohatera Związku Radzieckiego (19 kwietnia 1945)
- Order Lenina (19 kwietnia 1945)
- Order Czerwonego Sztandaru (trzykrotnie, 17 czerwca 1944, 12 września 1944 i 19 kwietnia 1945)
- Order Aleksandra Newskiego (31 maja 1945)
- Order Wojny Ojczyźnianej I klasy (dwukrotnie, 5 listopada 1944 i 11 marca 1985)
- Order Wojny Ojczyźnianej II klasy (dwukrotnie, w tym 22 lutego 1945)
- Order Czerwonej Gwiazdy (26 października 1955)
- Medal „Za zasługi bojowe” (15 listopada 1950)

i inne.